# 한신 고속도로 11호 이케다선

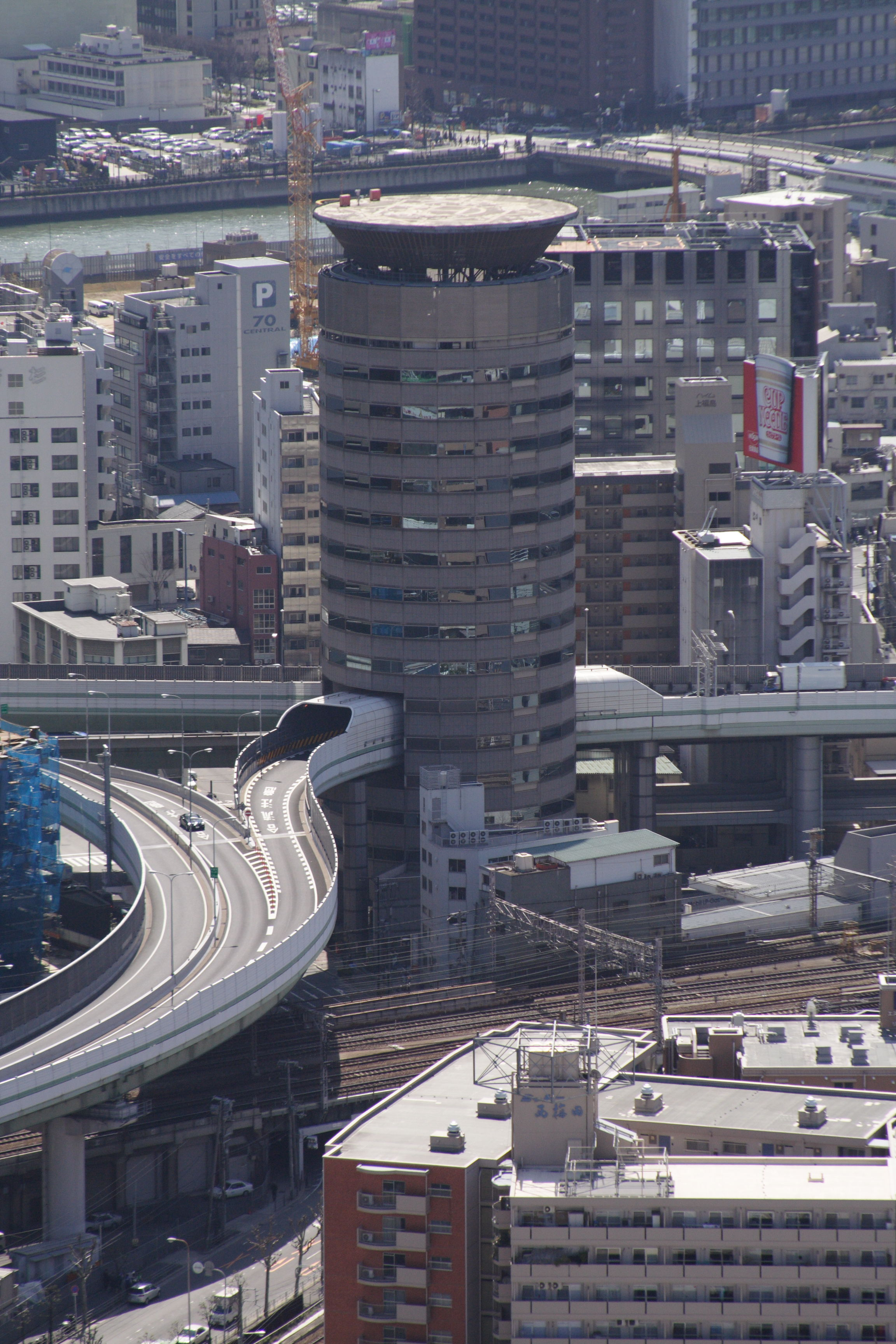
오사카 역 방향으로 내려오는 길목이기도 하는 우메다 출입구 안에 게이트 타워 빌딩이 놓여 있는 상태이다.

한신 고속도로 11호 이케다 선(일본어: 阪神高速11号池田線, Route 11 Ikeda route)은 오사카부 오사카시 니시구에서 이케다시까지 이르는 총 연장 21.6km의 거리를 이루는 한신 고속도로의 노선이자 도시고속도로이다.